# Kanton Faucogney-et-la-Mer
Der Kanton Faucogney-et-la-Mer war bis 2015 ein französischer Wahlkreis im Arrondissement Lure, im Département Haute-Saône und in der Region Franche-Comté; sein Hauptort war Faucogney-et-la-Mer.
Der Kanton Faucogney-et-la-Mer war 191,71 km² groß und hatte 4108 Einwohner (Stand: 2012).

## Gemeinden
Der Kanton bestand aus 16 Gemeinden:
| Gemeinde                 | Einwohner | Code postal | Code Insee |
| ------------------------ | --------- | ----------- | ---------- |
| Amage                    | 293       | 70280       | 70011      |
| Amont-et-Effreney        | 194       | 70310       | 70016      |
| Beulotte-Saint-Laurent   | 68        | 70310       | 70071      |
| La Bruyère               | 199       | 70280       | 70103      |
| Corravillers             | 225       | 70310       | 70176      |
| Esmoulières              | 122       | 70310       | 70217      |
| Faucogney-et-la-Mer      | 623       | 70310       | 70227      |
| Les Fessey               | 94        | 70310       | 70233      |
| La Longine               | 278       | 70310       | 70308      |
| La Montagne              | 23        | 70310       | 70352      |
| La Proiselière-et-Langle | 153       | 70310       | 70425      |
| Raddon-et-Chapendu       | 835       | 70280       | 70435      |
| La Rosière               | 87        | 70310       | 70453      |
| Saint-Bresson            | 408       | 70280       | 70460      |
| Sainte-Marie-en-Chanois  | 202       | 70310       | 70469      |
| La Voivre                | 126       | 70310       | 70573      |